# Кампаниле (Пезаро и Урбино)
Кампаниле је насеље у Италији у округу Пезаро и Урбино, региону Марке.
Према процени из 2011. у насељу је живело 45 становника. Насеље се налази на надморској висини од 200 м.